# Каста (порода)
Каста (фр. Casta), також ор-ет-сен-жирон (фр. Aure-et-Saint-Girons) — порода великої рогатої худоби м'ясного напряму продуктивності. В минулому мала потрійний (м'ясо-молочно-робочий) напрям. Виведена на півдні Франції. Назва «каста» пов'язана з брунатною (каштановою) мастю худоби і походить від окситанського слова «castagne» — «каштан». Назва «ор-ет-сен-жирон» походить від назв долини Вале-д'Ор і комуни Сен-Жирон у Піренеях. Племінні книги відкривалися у 1901 і 1920 роках.

## Історія

Використання худоби каста в ролі тяглової сили. Село Люзенак. Фото 1902 року.

Першу племінну книгу було відкрито у 1901 році, однак вона велася нетривалий час. Вдруге племінну книгу було відкрито у 1920 році. Існувало дві гілки породи — «орська» й «сен-жиронська». Худоба мала комбінований (м'ясо-молочно-робочий) тип продуктивності. Худоба використовувалася для перевезення вантажів при заготівля деревини у гірських районах. У другій половині 20-го століття, у зв'язку з впровадженням механізації, а отже, втратою важливості робочих якостей тягла, та через конкуренцію з боку худоби французької бурої породи, поголів'я породи каста значно зменшилося. Порода збереглася переважно у найвисокогірніших районах Піренеїв. У 1970-х роках було втрачено сен-жиронську гілку породи. Наприкінці 1970-х років, після проведення інвентаризації, було розроблено заходи зі збереження породи й надано їй сучасну назву.
У 1983 році налічувалося 76 корів у 12 стадах. У 2005 році налічувалося 206 корів у 37 стадах, було 39 бугаїв-плідників і зберігалося сім'я 19 бугаїв. У 2010 році налічувалося 253 корови цієї породи, що утримувалися у 40 господарствах. Було 20 бугаїв-плідників і запас сім'я 20 бугаїв для штучного запліднення.

## Опис
Масть тварин брунатна (каштанова), інколи червона, забарвлення суцільне. Роги ліроподібні. Середній зріст корів становить 135 см, жива маса бугаїв 900 кг, корів — 600—700 кг. Маса телят при народженні становить 35 кг, теличок — 30 кг. Молоко використовується для виготовлення сиру бетмаль. Корови використовуються для підсисного утримування телят. Ця порода цінується за її морозостійкість, довговічнісь і високорозвинені материнські якості. Худобу можна утримувати на всіх типах місцевості завдяки добре розвиненим ногам і дуже жорстким копитам.

## Поширення
Порода поширена в південних регіонах і на крайній півночі Франції та обмежено — в кількох центральних департаментах країни.

## Виноски
1. 1 2 3 4  Race bovin Aure-et-Saint-Girons ou Casta. Сайт "AgroParisTech" http://www.agroparistech.fr. UFR Génétique, élevage et reproduction (AgroParisTech) - France UPRA Sélection. septembre 2007. Архів оригіналу за 23 серпня 2011. Процитовано січень 2017. {{cite web}}: Зовнішнє посилання в |work= (довідка) (фр.)
2. 1 2 3 4  Casta. // Valerie Porter, Lawrence Alderson, Stephen J.G. Hall, D. Phillip Sponenberg (2016). Mason's World Encyclopedia of Livestock Breeds and Breeding [Архівовано 21 грудня 2016 у Wayback Machine.] (sixth edition). Wallingford: CABI. — P. 150—151. ISBN 9781780647944. (англ.)
3. 1 2  La vache Casta ou Aure et St Girons. http://www.midipyrenees.fr. Conseil régional Midi-Pyrénées. Архів оригіналу за 8 вересня 2016. Процитовано січень 2017. {{cite web}}: Зовнішнє посилання в |work= (довідка) (фр.)
4. 1 2 3 4 5  Race bovine Casta. Сайт "Races de France" http://www.racesdefrance.fr. Maison Nationale des Éleveurs. Архів оригіналу за 7 січня 2017. Процитовано січень 2017. {{cite web}}: Зовнішнє посилання в |work= (довідка) (фр.)
5. 1 2   Etude de la race bovine: Casta. Institut de l'élevage, 2005. (фр.)